# Oh My Gods!
Oh My Gods! (englisch „Oh meine Götter!“ Abwandlung von „Oh My God!“) ist ein von Shivan Montar Balaris geschriebener und illustrierter englischer Webcomic in Form eines Comicstrips. Dieser handelt von neuheidnischem bzw. neopaganistischem, heidnischem und Wicca-Glauben. Die Haupthandlung der Geschichten liegt in der Konfrontation zwischen Christlichen Fundamentalisten und den Anhängern anderer Religionen.

## Veröffentlichung
Das Debüt erschien am 7. März 2002. Neue Comicstrips wurden seitdem laufend sporadisch veröffentlicht, um den Streifen vom Vortag aufzugreifen und zu verdecken. Ursprünglich schwarz-weiß, erscheint der Comic später von Montag bis Freitag in Graustufen und am Wochenende in Farbe. Der Strip stellte anfangs vier Cartoon-Hauptcharaktere dar, deren Auftreten stereotypisch war. Der schwule Stan, die Lesbe Vera, der Schwachkopf Winston und der Trottel Victor. Diese vier haben seit dem Heranwachsen ihre anfängliche Schablonen-Form und bestreiten ihr Leben auf eigene Faust. Seither wurde die Besetzung erweitert, um zusätzliche Charaktere einzubringen, wie Fundie, Kay und Reiki Master. Der letzte Comicstrip wurde am 17. März 2009 veröffentlicht, und es ist laut Balaris auch noch nicht bekannt ob und wann er weitere Comicstrips veröffentlichen wird, was er auch mit dem am 3. Juni 2010 veröffentlichten Strip verdeutlichen wollte.
Ein Großteil der Comicstrips ist auch später, in Jahresbändern in Buchform veröffentlicht worden. Derzeit arbeitet Balaris auch an einer Anthologie der bisher veröffentlichten Comics, und außerdem noch an einem zweiten Band, welches die, bisher nur im Web lesbaren, Jahre 6 und 7 enthält. Die Veröffentlichung wurde auf 2011 festgelegt.
Im Comic sind alle Charaktere Heiden, wenn nicht andererseits ein Kreuz auf ihren Shirts aufgedruckt ist. Die Hauptfiguren äußern häufig ihre Meinung zu „bad pagans“ und erhalten denselben Kommentar von Fundamentalisten. Trotz der ständigen Bezüge auf die Pagan- und Wicca-Subkultur, hat der Comic eine umfangreiche sowohl christliche, als auch neuheidnische Anhänger- und Leserschaft.

## Charakteristische Merkmale
Im Verlauf der Geschichte sind Charaktere gestorben und blieben es auch, um vom gängigen Brauch der Comicstrip-Comedy abzuweichen. Elemente der Phantasie (Feen, Vampire et cetera) lassen die Geschichte surreal erscheinen und dennoch ein bisschen Wahrheit enthalten. Dieser phantastische Aspekt wird durch das Auftreten von Charakteren wie dem Papst, einem Christus-Clown und Unitariern, die als Borgs dargestellt werden.
Oh My Gods! ist in charakteristischem „Vorschul“-Malstil gezeichnet, mit Charakteren, die nur Augen haben, nur eine Perspektive, und keine Finger. Dieser Zeichenstil basiert auch teilweise auf einem anderen populären Webcomic – Little Gamers. In der Comic-Ausgabe vom 8. März 2002 von Oh My Gods! bestätigt Shivian dies, indem die Charaktere selbst von „a blatant ripoff“ (einem offensichtlichen Raub) sprechen. Der Stil ist bei den Fans sehr beliebt. In den Fan-Foren für die Comicstrips machen die Hardcore-Fans sich selbst zu „Ohmygodsifications“ oder wie sie als Charaktere im Comic aussehen würden.

## Regelmäßig auftretende Charaktere

### Hauptfiguren
- Stan – Der typische Hauptcharakter und -unruhestifter
- Vera – Das Weib, das auch im örtlichen Metaphysik-Laden arbeitet.
- Victor – Anstifter vieler Probleme und „boy who isn’t all there“.
- Winston – Geek mit trivialem Wissen über bedeutungslose Themen im Überfluss.

### Einige Neben-/Begleitfiguren
- Fundie – Stereotyp eines christlichen Fundamentalisten, der die Seelen der Heiden bekehren möchte.
- Vincent – Der Freund von Stan, er trägt eine Spike-Frisur und scharfen Verstand.
- Futhark Kids: Perth, Othala und Asa – Mysteriös und still, sie sind unbeschreiblich.
- Johnnie – Anführer der örtlichen Sekte der heidnischen, spirituellen Tradition des „Spiritual Fish“.
- Reiki Master – Durch das Zaubern der beeindruckenden Kraft des Reiki kann er Knochen und Krankheiten heilen.
- The Pope (Der Papst) – Eine väterliche, verstehende Figur, die im Comic selbst nicht verstanden wird. Zusätzlich hat er einen Hut, der größer als sein Kopf ist.
- Jacob, a Clown for Christ – Ein Clown, der die Nachricht verficht, dass Jesus Spaß ist.
- UU of 8 – Der Borg-Unitarier.

## Preise und Auszeichnungen
Der Comicstrip gewann den Golden Web Award for 2003–2004, war ein UserFriendly.org Link des Tages und hat Reviews von Shadow Witch Web und Sequential Tart erhalten.